# Nikolaus Kopernikus

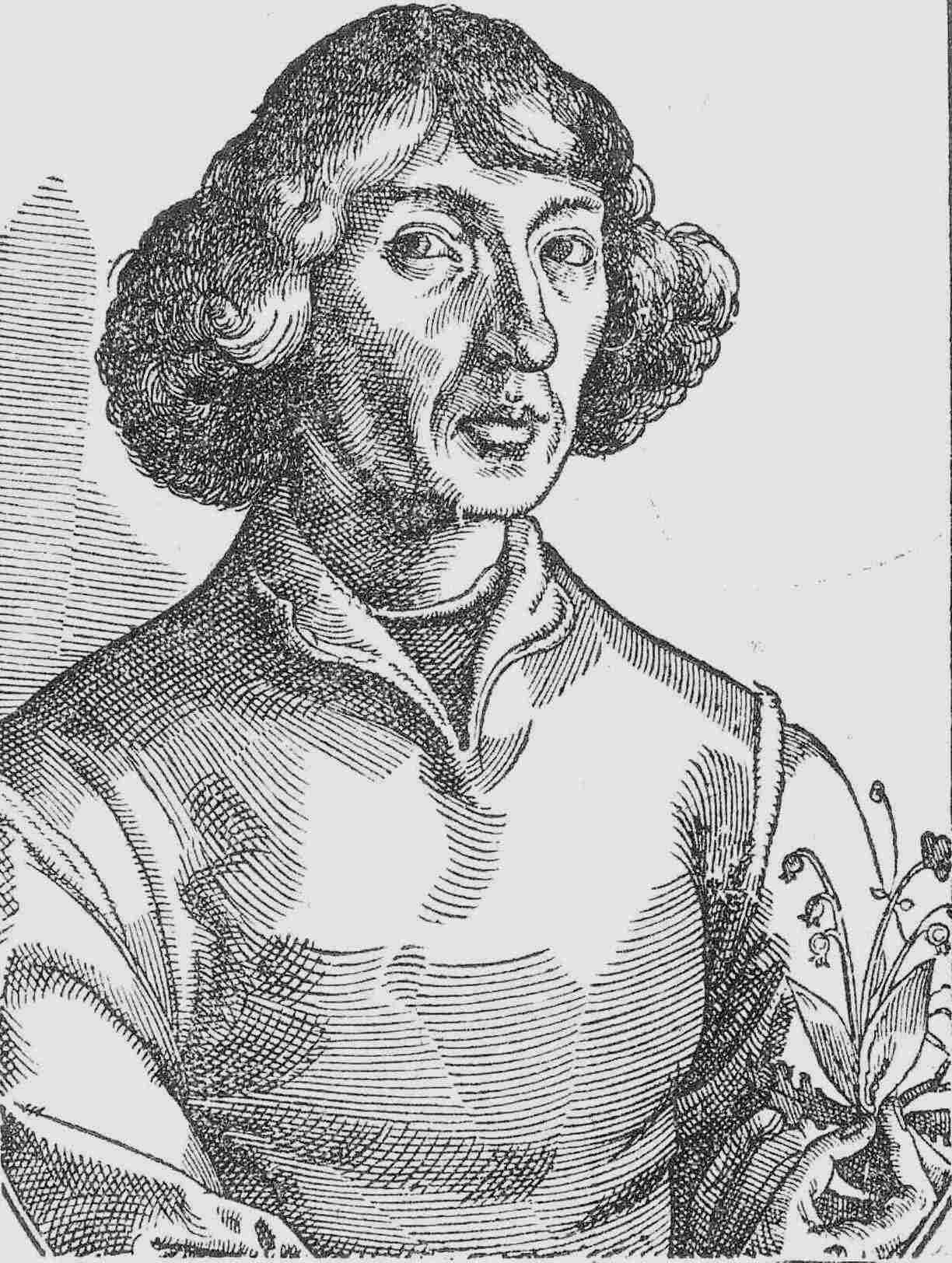
Kopernikus-Porträt aus dem Holzschnitt in Nicolaus Reusners „Icones“ (1578), der vermutlich von Tobias Stimmer nach einem angeblichen Selbstporträt von Kopernikus gefertigt wurde. Dieses Porträt wurde zur Vorlage einer Reihe weiterer Holzschnitt-, Kupferstich- und Gemälde-Porträts von Kopernikus.

Nikolaus Kopernikus (* 19. Februar 1473 in Thorn, Königlich Preußen, Königreich Polen; † 24. Mai 1543 in Frauenburg, Königlich Preußen, Königreich Polen; eigentlich Niklas Koppernigk, latinisiert Nicolaus Cop[p]ernicus, erst im 19. Jahrhundert polonisiert zu Mikołaj Kopernik) war ein Domherr des Fürstbistums Ermland in Preußen sowie Astronom und Arzt, der sich auch der Mathematik und Kartographie widmete.
In seinem Hauptwerk De revolutionibus orbium coelestium von 1543 beschreibt er ein heliozentrisches Weltbild, nach dem die Erde ein Planet sei, sich um ihre eigene Achse drehe und zudem wie die anderen Planeten um die Sonne bewege. Die Rezeption des Werkes führte zu dem Umbruch, der als „kopernikanische Wende“ bezeichnet wird und in der Geschichtswissenschaft eine der Zäsuren darstellt, die den Übergang vom Mittelalter zur Neuzeit markieren.

## Leben

### Herkunft

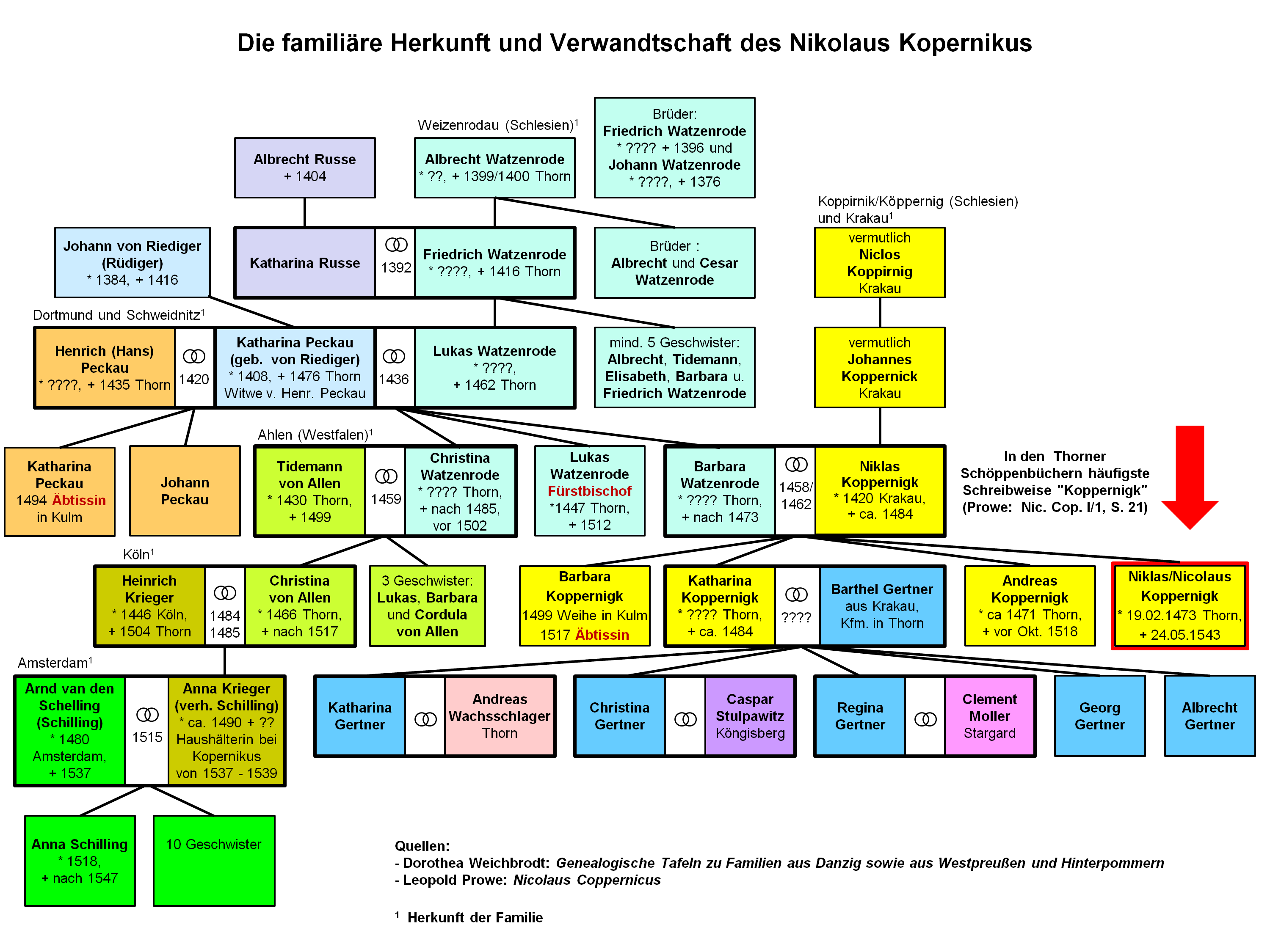
Familiäre Herkunft und Verwandtschaft des Nikolaus Kopernikus

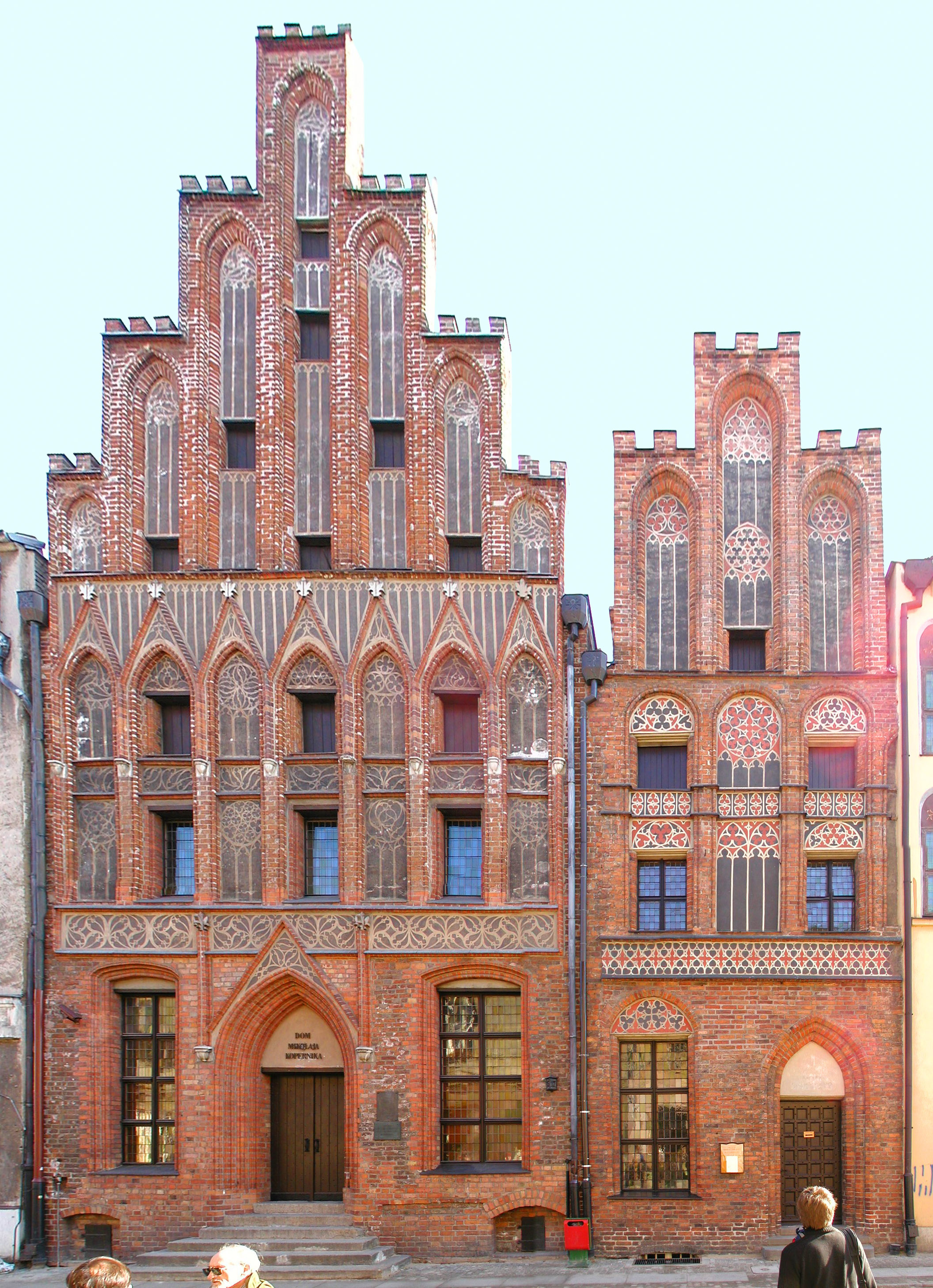
Kopernikus-Haus in Thorn, St. Annengasse 15/17 (heute Kopernika)

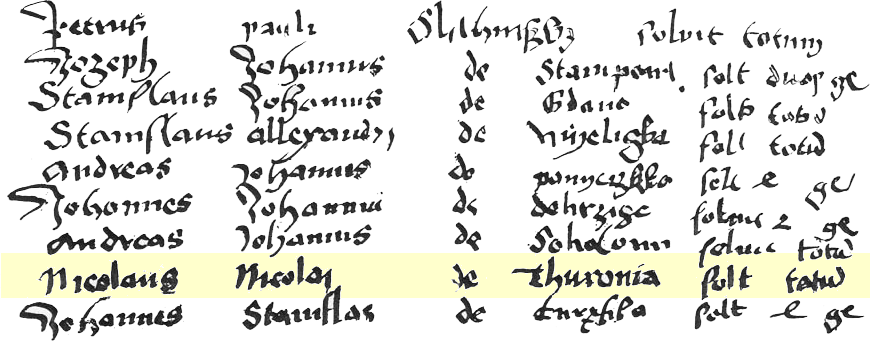
Immatrikulationseintragung an der Universität Krakau:
Nicolaus Nicolai de Thuronia solvit totum
(„Nicolaus, Sohn des Nicolaus von Thorn, hat die volle Gebühr gezahlt“)

Kopernikus war der Sohn des Niklas Koppernigk, eines wohlhabenden Kupferhändlers und Schöffen in Thorn, und dessen Frau Barbara Watzenrode. Die Familie Koppernigk gehörte zur deutschsprachigen Bürgerschaft der Hansestadt Thorn im Kulmerland, der ältesten Stadt Preußens, die sich im Dreizehnjährigen Krieg im Verein mit dem Preußischen Bund aus dem Deutschordensstaat gelöst und sich 1467 als Teil des autonomen Königlichen Preußen dem König von Polen als Schutzherrn unterstellt hatte. Kopernikus’ Vater war zwischen 1454 und 1458 aus Krakau, wo er als Kupferhändler tätig gewesen war, nach Thorn umgesiedelt. Die Familie mütterlicherseits war ebenfalls wohlhabend. Sie stammte ursprünglich aus Wazygenrode. 1470 kam sie nach Thorn, wo Kopernikus’ Großvater Lukas Watzenrode (der Ältere) ab 1440 als Schöffe und später als Schöffenmeister tätig war.
Als Geburtshaus von Kopernikus wurde lange Zeit das Haus in der St. Annengasse 15/17 angesehen, weshalb es die Bezeichnung „Kopernikus-Haus“ erhielt und die ganze Straße in „Kopernika“ umbenannt wurde. Jedoch hatten die Eltern schon vor Kopernikus’ Geburt auch Häuser an der Ringstraße um das Rathaus in der Stadtmitte erworben, wo die angesehensten Bürger wohnten. Inzwischen geht man davon aus, dass die Familie schon im Jahre 1468 in ihre neu erworbene Doppelhaushälfte am Ring umgezogen war (heute Rynek Staromiejski Nr. 36), in deren zweiter Haushälfte schon lange die Watzenrodes wohnten, so dass Kopernikus wohl eher dort geboren wurde.
Die Familie Koppernigk wurde im Jahre 1469, schon vier Jahre vor der Geburt von Kopernikus, in den Dritten Orden des hl. Dominikus aufgenommen. Als der Vater 1483 starb, war Nikolaus zehn Jahre alt. Der Bruder seiner Mutter, Lucas Watzenrode, ab 1489 Fürstbischof von Ermland, sorgte nach dem Tod der Eltern für die Ausbildung der vier Waisen. Der ältere Bruder Andreas wurde wie Nikolaus ebenfalls Domherr in Frauenburg, erkrankte aber um 1508 an Aussatz, wurde später ausgeschlossen und starb um 1518 vermutlich in Italien. Die ältere Schwester Barbara Koppernigk wurde Äbtissin im Kloster von Kulm, die jüngere Katharina heiratete Barthel Gertner, einen Krakauer Kaufmann.

### Ausbildung
Kopernikus wurde zunächst an der Sankt-Johannes-Schule in Thorn ausgebildet. In den Jahren 1488 bis 1491 besuchte er eine höhere Schule. Während manche Kopernikusforscher diese Schule in Leslau (Włocławek) sehen möchten, sprechen zahlreiche Gründe eher für einen Besuch des Partikulars der Brüder vom gemeinsamen Leben in Kulm (Chełmno), insbesondere die enge Verbindung der Familien Koppernigk und Watzenrode zu dieser Nachbarstadt von Thorn, wo mehrere weibliche Verwandte von Kopernikus im Zisterzienserinnen-Kloster lebten, unter anderem Kopernikus’ Stieftante Katharina und später auch seine Schwester Barbara als Äbtissinnen. Auch Lukas Watzenrode zog es besonders nach Kulm, so dass er 1488 auf dem polnischen Reichstag in Petrikau sogar beantragte, das Kulmer Domkapitel, dem er damals selbst angehörte, von Kulmsee (Chełmża) nach Kulm zu verlegen.
Von 1491 bis 1494 besuchte Kopernikus gemeinsam mit seinem Bruder Andreas die Universität Krakau, wo er die Sieben Freien Künste studierte. Er war dort unter anderem Schüler von Albert de Brudzewo, erlangte dort aber keinen Abschluss. Während dieser Zeit lernte er auch den schlesischen Gelehrten Laurentius Corvinus kennen, der später in Thorn tätig war.
1495 wurde Kopernikus zum Kanoniker der ermländischen Domschule in Frauenburg ernannt. Sein Onkel Watzenrode schickte ihn an die Universität Bologna, wo er zum Wintersemester 1496/1497 ein Studium beider Rechte begann, jedoch noch keinen akademischen Grad darin erwarb, und, wie erst nach Mitte des 19. Jahrhunderts bekannt wurde, in den Matricula Nobilissimi Germanorum Collegii und Annales Clarissimae Nacionis Germanorum der Natio Germanica Bononiae mit dem Eintrag Dominus Nicolaus Kopperlingk de Thorn – IX grosseti erwähnt wird. In Bologna studierte Kopernikus neben Griechisch bei Urceus Codrus auch Astronomie und lernte bei Domenico Maria da Novara neuere Theorien zur Bewegung der Planeten kennen. Er erwarb sich dort den Titel eines Magister artium. Novara führte ihn in die Gedankenwelt des Neuplatonismus ein, für den die Sonne als materielles Abbild Gottes bzw. des Einen von herausgehobener Bedeutung war.
1500 verließ Kopernikus Bologna und verbrachte anlässlich des Heiligen Jahres einige Zeit in Rom, bevor er 1501 nach Frauenburg ins Ermland zurückkehrte. Er erbat eine Genehmigung für eine Verlängerung seines Studienaufenthaltes in Italien und begann noch im selben Jahr ein Medizinstudium an der Universität Padua. Parallel dazu setzte er sein Jurastudium fort. Während dieser Zeit wurde Kopernikus das Amt eines Scholastikers der Breslauer Kreuzkirche übertragen, das er nicht persönlich ausübte, jedoch bis kurz vor seinem Tod innehielt. Kopernikus und sein Bruder Andreas, welcher ebenfalls eine Studienerlaubnis erhalten hatte, hielten sich zeitweilig auch bei der Kurie in Rom als Bevollmächtigte des Frauenburger Domkapitels auf.
Zum Doktor des Kirchenrechts (Doctor iuris canonici) wurde Kopernikus am 31. Mai 1503 an der Universität Ferrara promoviert. Einen akademischen Grad in der Medizin erwarb er nicht.

### Tätigkeit als Arzt, Domherr und Administrator

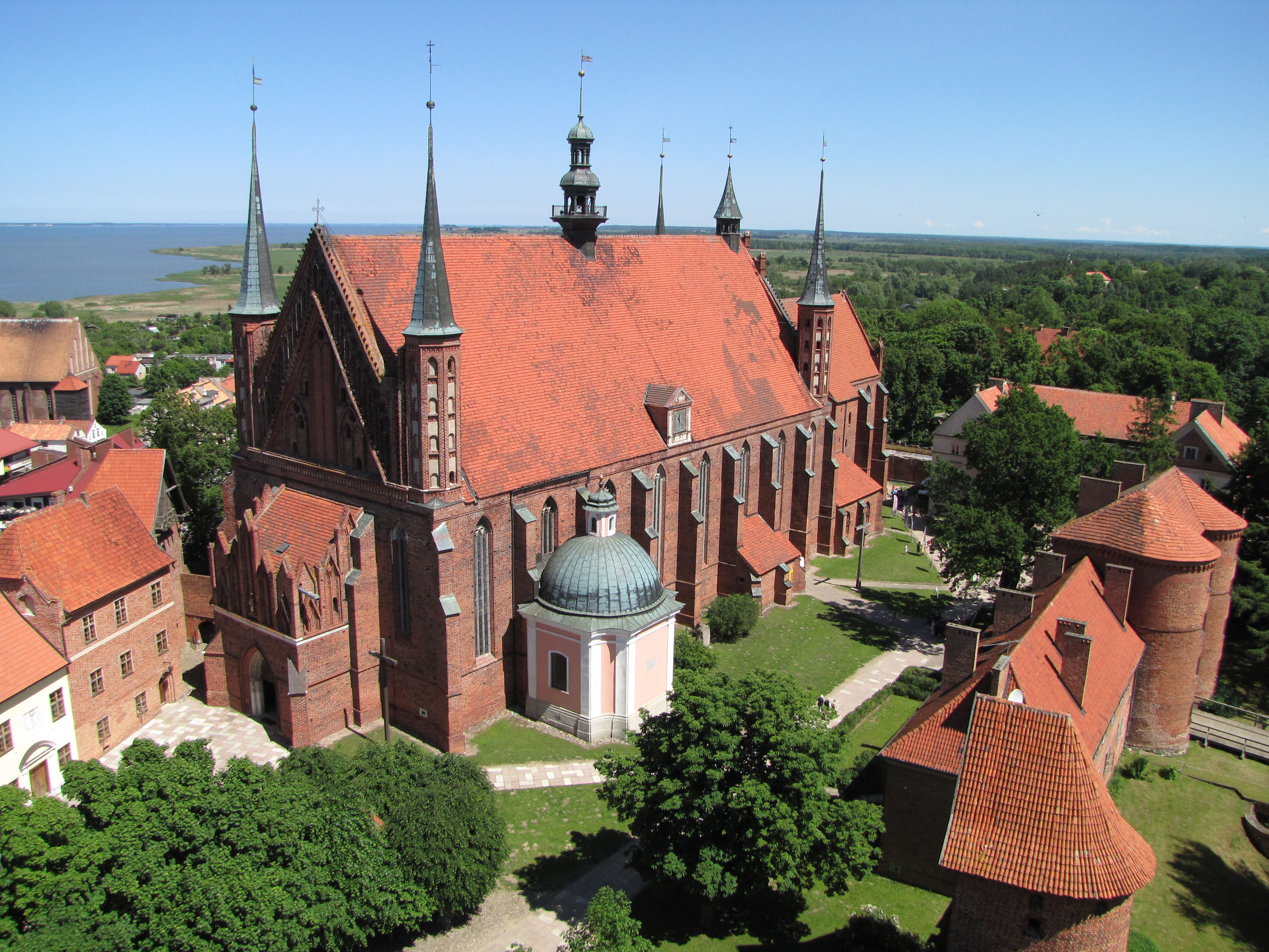
Dom zu Frauenburg (heute Frombork)

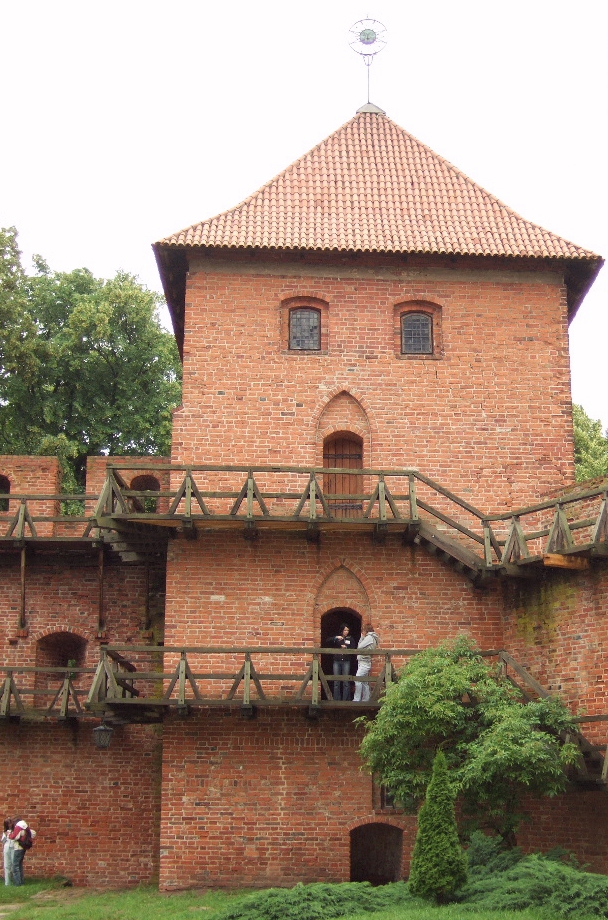
Turm in Frauenburg, den Kopernikus mehrere Jahrzehnte bis zu seinem Tode 1543 besaß.

1503 kehrte er ins Ermland zurück und begann zunächst als Sekretär und Arzt für seinen Onkel Lucas Watzenrode, den Fürstbischof des Ermlandes, zu arbeiten. Kopernikus wurde Arzt und bekam durch seinen Onkel eine Stelle im ermländischen Domkapitel in Frauenburg, in hoc remotissimo angulo terræ („im hintersten Winkel der Welt“), wie er die Lage seiner Arbeitsstätte in der Vorrede an den Papst in seinem Hauptwerk beschrieb. Watzenrode plante, seinen Neffen ebenfalls Fürstbischof werden zu lassen.
Kopernikus hatte als Administrator die Regierungsgeschäfte zu regeln. In den Verhandlungen über die Reform des preußischen Münzwesens erarbeitete er die Position der preußischen Städte. Er gab dazu ein Schreiben heraus, das noch Jahrhunderte später als wegweisend für die Geldtheorie angesehen wurde. Im Jahr 1504 beteiligte sich Kopernikus an den Preußischen Landtagen in Marienburg und Elbing, 1506 sprach er auf der Preußischen Ständeversammlung in Marienburg. Als Administrator verfasste er 1516 bis 1521 die Locationes mansorum desertorum.
Trotz der schwierigen Lage in Preußen, wo Städte und Menschen für und gegen die katholische Regierung kämpften, konnten Watzenrode, als Fürstbischof zugleich Landesherr, und sein Neffe Kopernikus die Eigenständigkeit des Ermlands gegenüber dem Orden und Selbstverwaltungsbefugnisse gegenüber der polnischen Krone bewahren. Zum Kanzler des Ermländer Domkapitels wurde Kopernikus 1510, 1519, 1525 und 1528 gewählt. Im Jahr 1510 unternahm Kopernikus als erste Amtshandlung als Kanzler, gemeinsam mit dem späteren Fürstbischof Fabian von Lossainen, eine Reise nach Allenstein. Im folgenden Jahr nahm er als Vertreter seines Onkels an der Hochzeit von Sigismund I. teil. Nach dem Tode des bisherigen Ermländer Bischofs Mauritius Ferber wurde Kopernikus 1537 von Tiedemann Giese als Bischof vorgeschlagen, unterlag jedoch Johannes Dantiscus von Höfen.
In den kriegerischen Auseinandersetzungen zwischen dem Deutschen Orden und Polen vertrat Kopernikus genau wie sein Onkel die Seite des Preußischen Bundes, welcher mit Polen gegen den Deutschen Orden verbündet war. Nach der Zerstörung Frauenburgs durch Truppen Albrechts I. von Brandenburg-Ansbach 1520 im sogenannten Reiterkrieg verlegte Kopernikus seine Residenz nach Allenstein. Dort organisierte er die Verteidigung der Stadt gegen die Ordensritter. Kopernikus kehrte 1521 nach Frauenburg zurück. Er wurde Teil einer königlich-polnischen Gesandtschaft zum Hochmeister des Ordens und Kommissar von Ermland zur Rückerstattung von Besitztümern der polnischen Krone. Von König Sigismund von Polen erlangte er die Freigabe ermländischer Orte, die von (befreundeten) polnischen Truppen besetzt waren. Eine Freigabe von Orten, die von Truppen des Deutschen Ordens besetzt waren, war jedoch nicht zu erreichen.
Kopernikus praktizierte noch in seinem 69. Lebensjahr als Arzt, als Herzog Albrecht sich am 6. April 1541 schriftlich mit der Bitte an ihn wandte, dem erkrankten Georg von Kunheim der Ältere, Amtshauptmann auf Tapiau, zur Seite zu stehen. Für seinen Schriftverkehr benutzte  Kopernikus bis ins hohe Alter entweder die lateinische oder die deutsche Sprache.

## Wirken

### Astronomie

#### Eigene Beobachtungen
Kopernikus betätigte sich als beobachtender Astronom, allerdings mit Hilfsmitteln, die – gemessen an den Möglichkeiten seiner Zeit – recht primitiv waren. Welcher Art seine Instrumente waren, ist nicht genau bekannt; gesichert scheint nur die Benutzung eines Dreistabs. Es sind nur 63 eigene Beobachtungen bekannt, von denen er nur einen kleineren Teil für sein Hauptwerk verwendete. Die von ihm angestrebte Genauigkeit lag bei 10 Bogenminuten, welche er zum Teil erheblich verfehlte, während Tycho Brahe wenig später bereits die Genauigkeit einer halben Bogenminute erreichte.
In Frauenburg haderte Kopernikus zudem mit der Natur: „Wegen der Dünste“ der westlich gelegenen Weichsel sei es ihm so nie gelungen, den innersten Planeten Merkur zu beobachten oder gar dessen Lage zu bestimmen:
Er entlehnte entsprechende Beobachtungen daher von Zeitgenossen, wie zum Beispiel vom fränkischen Astronomen Johannes Schöner. Sein Hauptwerk stützte sich weitestgehend auf die ihm zur Verfügung stehenden antiken Daten.

#### EntstehungsgeschichteÜber die Umschwünge der himmlischen Kreise
In seinem unveröffentlichten Commentariolus stellte Kopernikus seine Theorie vom Umlauf der Planeten um die Sonne und der durch die Drehung der Erde bedingten scheinbaren Bewegung der Fixsterne auf. Kurz vor seinem Tode im Jahre 1543 veröffentlichte er seine Schrift De revolutionibus orbium coelestium, in der er die Präzession des Frühlingspunktes durch eine langsame Bewegung der Erdachse erklärte. Kopernikus benutzte bei der Beschreibung der Planetenbahnen Überlagerungen von gleichförmigen Kreisbewegungen mit einem Zentrum in der Nähe der Sonne. Sämtliche Vorgänger von Kopernikus folgten der Auffassung Hipparchs, der als Ursache für die Präzession eine langsame Drehung der Fixsternsphäre annahm.
Kopernikus’ Freunde, insbesondere Bischof Tiedemann Giese und Nikolaus Kardinal von Schönberg, sowie Johannes Dantiscus von Höfen, versuchten Kopernikus zur Veröffentlichung seiner astronomischen Arbeiten zu bewegen. Kardinal Schönberg bot an, die Kosten des Buchdrucks zu tragen. Lange zögerte er damit, möglicherweise weil seine teilweise ungenauen, auf Aristoteles’ Vorstellung – der Kreis als idealharmonisch-vollkommenes mathematisches Gebilde – beruhenden Berechnungen der Planetenbahnen nicht durch Beobachtungen gestützt werden konnten; deshalb war eine Ablehnung durch das wissenschaftliche oder kirchliche Establishment zu befürchten. Der britische Historiker Hugh Kearney vermutet dagegen unter Berufung auf Kopernikus’ Schüler Georg Joachim Rheticus, dass er eher aufgrund seines neuplatonischen Hintergrunds von einer Veröffentlichung Abstand nahm, denn in der neupythagoreisch-esoterischen Tradition dieser Denkschule dürfe man diese bedeutenden Wahrheiten nur mathematisch vorgebildeten Menschen, nicht aber der breiten Masse zugänglich machen.

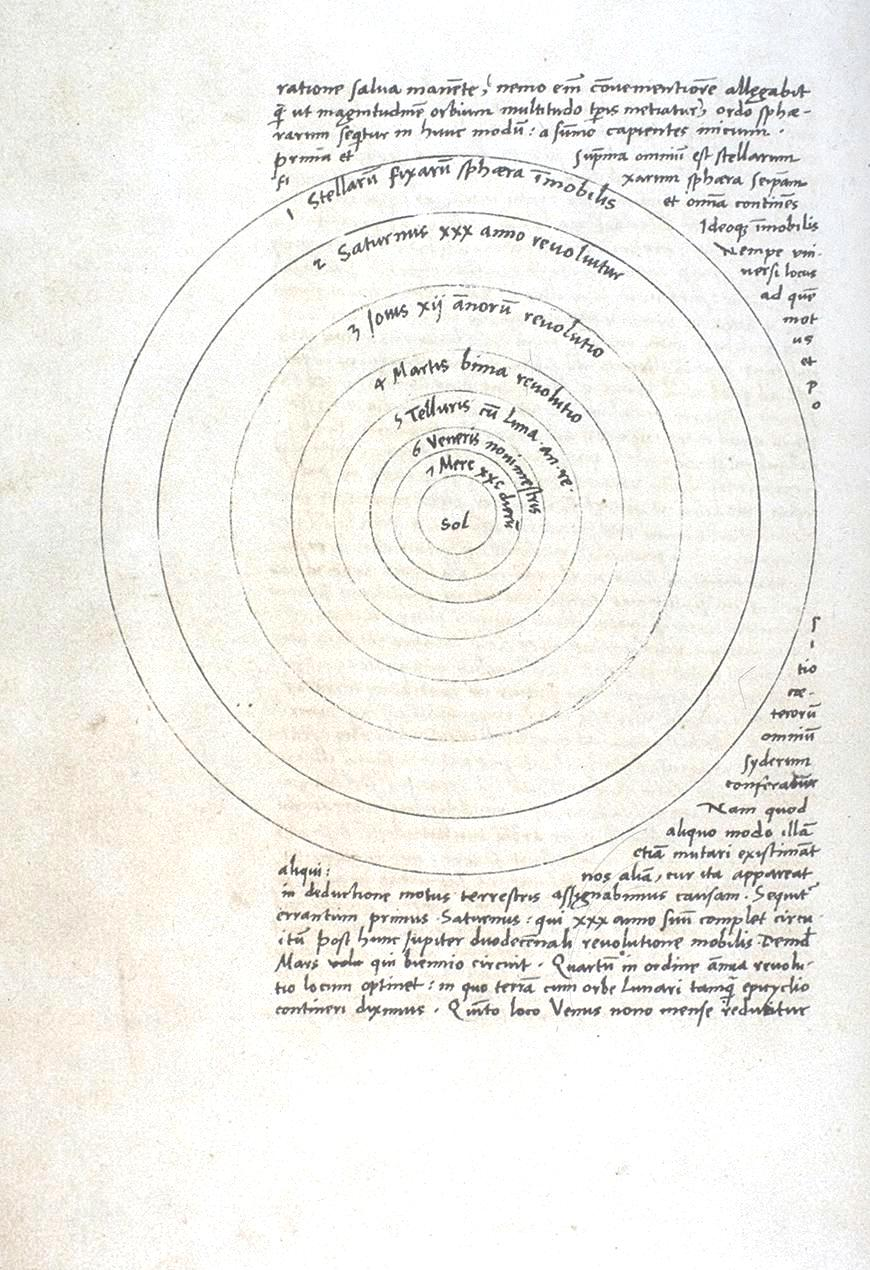
Seite aus Kopernikus’ Manuskript von De revolutionibus orbium coelestium

Mit Rheticus’ Hilfe wurde 1540 vorab die Narratio prima bei Rhode in Danzig gedruckt. Kurz vor Kopernikus’ Tod im Jahre 1543 erfolgte dann bei Johannes Petreius in Nürnberg die Drucklegung des Papst Paul III. gewidmeten Hauptwerkes De revolutionibus orbium coelestium (Über die Umschwünge der himmlischen Kreise). Kopernikus war nicht der erste Wissenschaftler an der Wende zur Neuzeit, der ein heliozentrisches System in Betracht zog. Vor ihm wurde dieser Gedanke von Nikolaus von Kues, dem allerdings die Mittel für eine mathematische Ausarbeitung fehlten, und von Regiomontanus diskutiert, dessen früher Tod seinem Werk ein vorzeitiges Ende setzte. Kopernikus baute auf den Werken dieser beiden Wissenschaftler auf.
Der Reformator Andreas Osiander hatte zudem eigenmächtig und anonym ein Vorwort hinzugefügt, in dem das neue Weltbild als bloßes Rechenhilfsmittel dargestellt wird, als mathematische Hilfskonstruktion zur einfacheren Berechnung der Planetenbahnen. Damit hatte er aber Kopernikus’ Aussagen verfälscht und widersprüchlich gemacht. Tatsächlich waren die von Erasmus Reinhold nach Kopernikus’ Modell neu erstellten preußischen Tafeln leichter zu berechnen als die älteren alfonsinischen Tafeln.

#### Nachwirkung
Speziell Kopernikus’ heliozentrisches Kosmos-Modell wurde nach Bekanntwerden mehrheitlich übergangen oder ignoriert, sowohl bei Katholiken als auch bei Protestanten. Einzig bei einigen Neuplatonikern fand er Zustimmung. Viele hofften darauf, endlich genaue Ephemeriden für konkrete astronomisch-astrologische Zwecke erstellen zu können. Doch die Ephemeriden auf Basis von Kopernikus Planetenbahn-Berechnungen, so beispielsweise die Prutenischen Tafeln, zeigten im Laufe der Jahre und Jahrzehnte ebenfalls deutlich erkennbare Abweichungen von den dann tatsächlich beobachteten Planeten-Positionen, wie schon zuvor bei den seit Jahrhunderten benutzten, aber ungenauen Alfonsinischen Tafeln auf Basis der Ptolemäischen Planetenbahn-Berechnungen. Hemmend wirkte sich auch aus, dass Kopernikus noch weiterhin die antike Epizykeltheorie brauchte und am antiken Sphären- bzw. Kugelschalen-Modell festgehalten hatte, Tycho Brahes astronomische Beobachtungen eines Kometen-Durchgangs durch die vermeintliche Venus-Sphäre in den 1570er Jahren aber keinerlei Hinweise auf die Existenz der seit der Antike als ‚fest‘ gedachten ‚Sphäre‘ lieferten. Brahe selber erkannte nicht das heliozentrische Kosmos-Modell von Kopernikus an. Erst Johannes Kepler verließ mit den ellipsenförmigen Planetenbahnen, die er in seinen drei Gesetzen beschrieb, das seit der Antike tradierte Modell der kreisförmigen Sphären und schuf die korrekten, bis heute gültigen mathematischen Berechnungsgrundlagen. Isaac Newton lieferte mit dem Gravitationsgesetz schließlich die physikalische Begründung der Keplerschen Gesetze, auf die sich das heliozentrische Weltbild stützt. Der empirische Nachweis gelang aber erst James Bradley 1728 mit der Entdeckung der Aberration des Lichtes als Folge von dessen endlicher Geschwindigkeit sowie der Erdbewegung und 1838 Friedrich Wilhelm Bessel mit einer erstmals aus Himmelsbeobachtungen berechneten Fixsternparallaxe.
Eine Ablehnung speziell der Zentralstellung der Sonne bei Kopernikus erfolgte von protestantischer Seite u. a. durch Melanchthon. Dieser behauptete im Jahre 1549 in seiner Schrift Initia doctrinae physicae, die Lehre des Kopernikus sei lediglich eine Erneuerung oder Wiederholung der heliozentrischen Theorie des antiken Astronomen Aristarchos von Samos. Zu seinen Lebzeiten war die bis heute einzig erhaltene Schrift Aristarchs Über die Größen und Abstände von Sonne und Mond in einer lateinischen Übersetzung von 1488 bekannt. Es wird vermutet, dass Kopernikus dessen heliozentrisches Weltbild während seines Studiums bei Domenico Maria da Novara in Bologna erfuhr, der das auf Aristarchos bezogene Werk Der Sandrechner von Archimedes besaß. In der Ablehnung des ptolemäischen Weltbilds verwies Kopernikus auch auf die Lehren des Philolaos und des Herakleides von Pontos. Aus einer von Kopernikus in seinem handschriftlichen Manuskript zu De revolutionibus selbst gestrichenen Passage am Ende des 11. Kapitels des ersten Buches geht hervor, dass er neben Aristarchos auch Hiketas, Ekphantos und die Pythagoreer zu den antiken Astronomen zählte, die von einer wie auch immer gearteten Eigenbewegung der Erde ausgingen, so zum Beispiel nach den damals erhältlichen Schriften von Aetius, Vitruv und Plutarch (z. B. De facie in orbe lunae, c. 6, 922 F - 923 A).
Martin Luther wird eine kritische Äußerung in den Tischreden von 1539, also vor der Erscheinung von Kopernikus’ Hauptwerk, über die zentrale These des Kopernikus zugeschrieben, nach der Kopernikus ein Narr sei und das heliozentrische Weltbild der Bibel widerspreche, da es im Alten Testament heißt, Josua habe im Kampf gegen die Amoriter Mond und Sonne befohlen stillzustehen Jos 10,12–13 . In einer Mitschrift Anton Lauterbachs taucht der Begriff des Narren nicht auf, sondern erst in der Bearbeitung Johannes Aurifabers. Wie schon Werner Elert bezeichnet der Physiker und Wissenschaftshistoriker Andreas Kleinert es als eine „handgreifliche Geschichtslüge“, anzunehmen, dass Luther mit dieser Äußerung in kleiner Runde die Ausbreitung des neuen Weltbildes gehemmt habe. Wie er nachweisen kann, wurde Luther erst im 19. Jahrhundert während des Kulturkampfes von zwei katholischen Historikern zum Gegner des kopernikanischen Weltsystems gemacht. Da überhaupt nur diese eine Äußerung Luthers hierzu bekannt sei, liege der Schluss nahe, dass sich der Reformator für dieses Thema gar nicht interessiert habe.

### Ökonomie und Münzwesen
Im Deutschordensstaat bestand eine einheitliche und verhältnismäßig wohl geregelte Währung. Mit seinem im 15. Jahrhundert einsetzenden Niedergang gestalteten sämtliche inzwischen vorhandenen Münzherren (Hochmeister, Könige von Polen, westpreußischer Städtetag) ihre Münzen ständig leichter. Kopernikus hat sich ab 1517 mit dem Münzwesen beschäftigt und dabei als erster die Quantitätstheorie des Geldes formuliert, wonach Inflation durch eine Zunahme der Geldmenge entsteht.
Er nahm regelmäßig in beratender Funktion an Besprechungen zur Erarbeitung einer neuen Münzordnung teil. In seinen Münzdenkschriften ging Kopernikus als theoretisch geschulter Denker zur Klärung der praktischen Probleme auf die Begrifflichkeit zurück und fand dabei die Doppelfunktion des Geldes, zugleich Maßstab der Preise und Zirkulationsmittel zu sein. Bereits vor Thomas Gresham formulierte er das später so genannte Greshamsche Gesetz, wonach schlechtes Geld mit geringem Edelmetallgehalt gutes Geld mit hohem Edelmetallgehalt verdrängt. Die Angelegenheit wurde durch den polnischen König Sigismund I. in seiner Münzordnung von 1528 pragmatisch und ohne Berücksichtigung der Erkenntnisse des Kopernikus vorläufig entschieden. Außer seiner Macht als oberster Landesherr hatte der König den Vorteil, dass seine Position sich etwa zwischen der der Stände und der des Herzogs in Preußen befand. Die preußischen Städte behielten ihre vorherigen Rechte zum eigenen Münzschlagen. Die vergleichbaren Münzwerte königlich- und herzoglich-preußischer, polnischer und litauischer Währung schufen das größte Währungsgebiet des damaligen Europa.
Die von Kopernikus entworfene Brotpreisordnung war Teil seiner administrativen Tätigkeit. Die Ordnung zeichnet sich durch für die Zeit untypische mathematische Betrachtungen aus. Kopernikus stellt einen funktionalen Zusammenhang her, der zu einer Hyperbel führt, die im 16. Jahrhundert analytisch nicht zu beschreiben war. Er widmet sich darin einem Problem, das vermutlich bereits römischen Ursprungs und in der praktischen Mathematik unter dem Begriff des Pfennigbrotes bekannt ist.
Ignaz Jastrow schätzt ein, dass Kopernikus’ ökonomische Schriften schlechterdings die bedeutendste geldtheoretische Leistung des 16. Jahrhunderts sind. Kopernikus war der bedeutendste ökonomische Denker nach Aristoteles und vor der bürgerlich klassischen Epoche der Wirtschaftstheorie, er war der erste, der die naturalwirtschaftlichen Schranken, die dem ökonomischen Denken des ausgehenden Mittelalters noch gezogen waren, durchbrach, indem er das Steigen und Sinken des Geldwertes widerspruchsfrei erklärte, dadurch die Gesetzmäßigkeiten dieser Bewegung erkannte und anerkannte und sie folglich als einen ausschließlich ökonomisch deutbaren Sachverhalt behandelte.

### Kartographie
Kopernikus arbeitete 1526 zusammen mit Bernard Wapowski an der Landkarte des vereinigten Staates Königreich Polen–Großfürstentum Litauen, 1529 verfertigte er auch eine Landkarte des Herzogtums Preußen.

## Denk- und Grabmale

### Im Dom zu Frauenburg

#### Altar

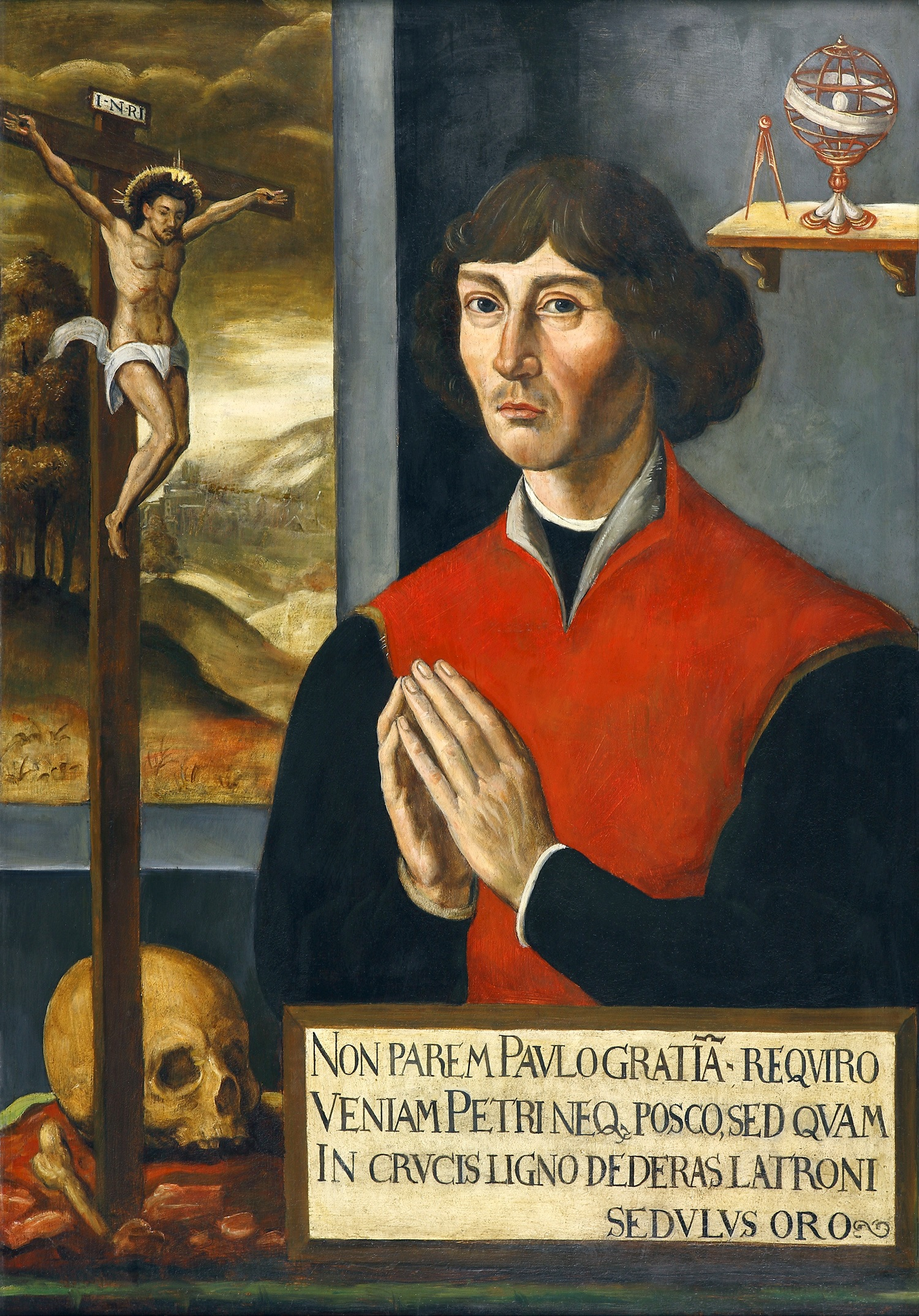
Ausschnitt aus dem Kopernikus-Epitaph der Kirche St. Johann in Thorn (Toruń)

Jedem der 16 Domherren in Frauenburg war einer der 16 Säulenaltäre des Kirchenschiffes zugeordnet. Die Frage, welches der Altar von Kopernikus war, ist bisher nicht vollständig geklärt.
Der Kopernikus-Forscher Leopold Prowe entschied sich im Jahre 1866 für den siebten Säulenaltar der rechten Reihe, erstens weil die Domherren üblicherweise an ihrem Altar bestattet wurden und sich in unmittelbarer Nähe dieses Altars das Kopernikus-Epitaph des ermländischen Bischofs Martin Cromer befand, welches nach dessen Beschluss an der Domwand beim Grab von Kopernikus angebracht wurde, zweitens weil dieser Altar der vierzehnte Altar ist, wenn man die Zählung mit dem Altar des Dompropstes beginnt und dann abwechselnd von links nach rechts weiterzählt. Prowe sah darin eine Verbindung zum vierzehnten Numerarkanonikat, das Kopernikus innehatte.
Im Jahre 1942 veröffentlichte Hans Schmauch einen Beschluss des Frauenburger Domkapitels vom 11. Januar 1480, durch den die Altäre den Domherren neu zugeordnet wurden, als sie nach fünfundzwanzigjähriger Abwesenheit (wegen Kriegszeiten) nach Frauenburg zurückgekehrt waren. Es wurde festgelegt, dass die Domherren stets den Altar ihres Vorgängers zu übernehmen haben. Die Möglichkeit der Option eines Altars wurde nur für den Fall eingeräumt, dass der Altar des Vorgängers nicht mehr zu bestimmen war oder „wenn einzelne Altäre infolge der Erwählung ihrer bisherigen Inhaber zu Prälaten [Propst, Dechant, Kustos oder Kantor] freigeworden waren“. Da nun dem Vorgänger von Kopernikus im vierzehnten Numerarkanonikat, Johannes Zanau, der vierte Säulenaltar der rechten Reihe zugeordnet wurde, schloss Schmauch daraus, dass diesen Altar nach Zanaus Tode statutengemäß sein Nachfolger Nikolaus Kopernikus übernahm. Diese Schlussfolgerung sah Schmauch dadurch gesichert, dass auch spätere Nachfolger von Kopernikus im vierzehnten Numerarkanonikat in den Jahren 1562 bis 1639 diesen Altar innehatten. Zu Kopernikus selbst und seinem unmittelbaren Nachfolger Johannes Loitze wurden bisher jedoch keine urkundlichen Belege gefunden.
Auf Schmauchs Schlussfolgerung erwiderte Eugen Brachvogel in einem Artikel desselben Jahres, dass bei einer Prälatenbeförderung ein Domherr stets einen Altar frei gab, um seinen Prälaturaltar zu übernehmen. Der Domherr, der den freigewordenen Altar übernahm, gab aber ebenfalls einen alten Altar frei, der wiederum von einem anderen Domherrn übernommen werden konnte, so dass ein Prälaturwechsel gleich mehrere Altarwechsel zur Folge hatte oder zumindest haben konnte. Brachvogel räumte daher die Möglichkeit ein, dass Kopernikus im Jahre seines Todes durchaus den sechsten oder siebten Säulenaltar der rechten Reihe – wie von Prowe vermutet – innegehabt haben konnte und deshalb dort auch bestattet sei.
Da zwischen 1480, als Johannes Zanau, der Vorgänger von Kopernikus, den vierten Säulenaltar der rechten Reihe zugeordnet bekam, und 1495, als Kopernikus zum Domherr ernannt wurde, keine Prälaturwechsel stattfanden, ist davon auszugehen, dass Kopernikus dessen Altar übernahm. In den folgenden 48 Jahren bis zu Kopernikus Tod fanden jedoch mindestens 16 Prälaturwechsel mit sicherlich noch mehr nachfolgenden Altarwechseln statt. Es kann deshalb nicht als gesichert angesehen werden, dass Kopernikus im Jahre seines Todes noch denselben Altar innehatte, den er bei seiner Amtsübernahme zugeordnet bekam. Andererseits kann dies aber auch nicht ausgeschlossen werden.
Zwei zur gleichen Zeit mit Kopernikus am Dom zu Frauenburg angestellte Domherren, Georg Donner und Leonhardt Niederhoff, die Kopernikus Nachlass handhabten, wurden später ebenfalls im Frauenburger Dom bestattet.

#### Grabmale

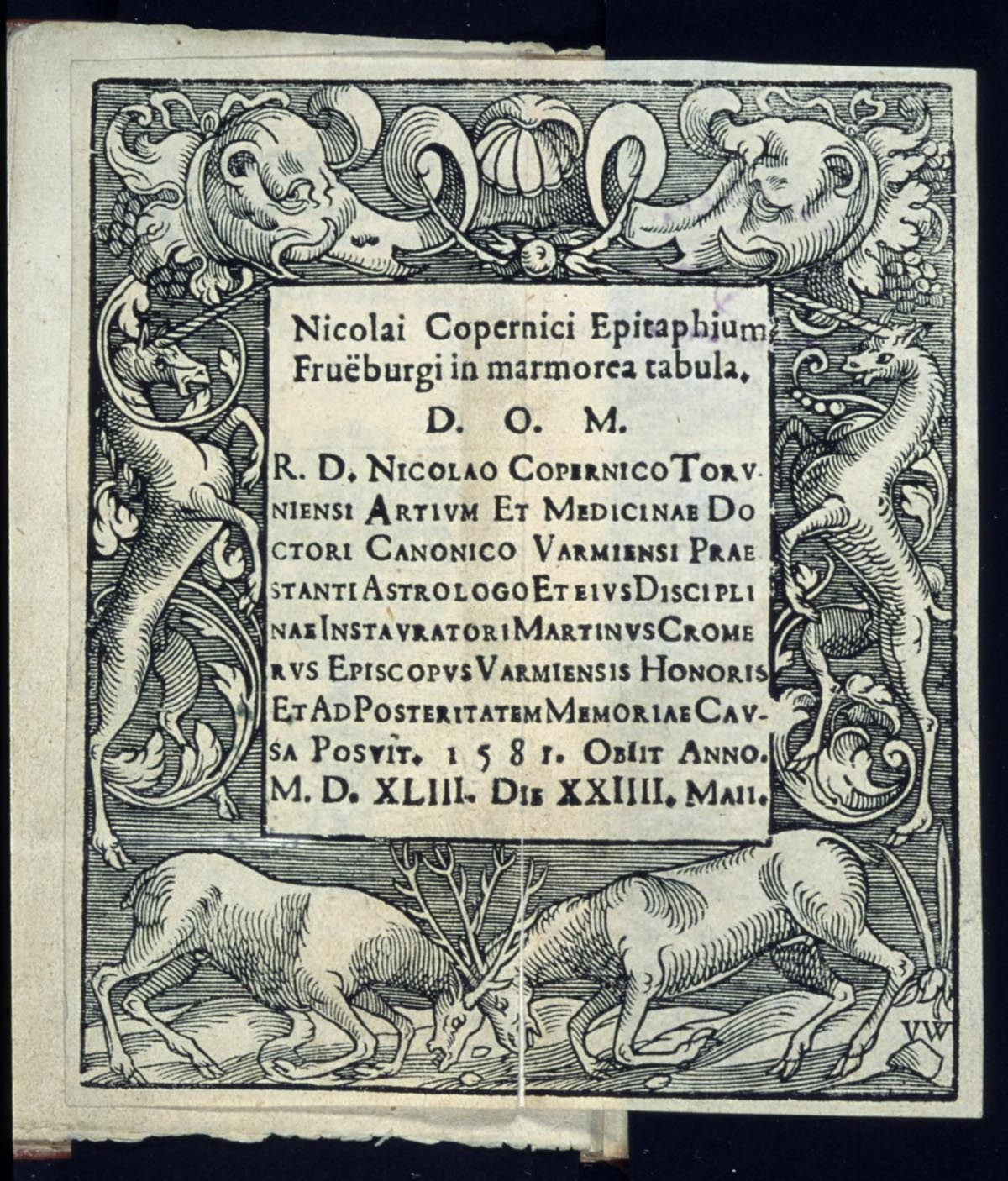
Text des ursprünglichen Epitaphs von Martin Cromer, 1581

##### Epitaph von Bischof Cromer (1581)
Die Frauenburger Domherren wurden im 16. Jahrhundert üblicherweise in der Nähe ihres Altars im Boden des Domes beigesetzt, wobei eine Grabplatte mit Inschrift aber nur in Ausnahmefällen angefertigt wurde, wenn der Verstorbene in seinem Testament die Mittel dafür hinterließ oder seine Verwandten dies besorgten. Das Grab von Kopernikus erhielt zunächst keine Grabinschrift. Sein 1543 veröffentlichtes Buch De revolutionibus veranlasste jedoch noch Jahrzehnte nach seinem Tod Gelehrte und Verehrer dazu, sein Grab im Frauenburger Dom aufzusuchen. Im Jahr 1580 schrieb daher der amtierende ermländische Bischof und Historiker Martin Cromer an sein Domkapitel:

„Da Nicolaus Copernicus zu seinen Lebzeiten eine Zierde nicht nur seiner Kirche, sondern wirklich auch ganz Preußens, seiner Heimat, gewesen ist und es auch jetzt, nach dem Tode, noch ist, erachte ich es als unangemessen, dass er nach seinem Heimgang der Ehre eines Grabsteines oder Denkmals entbehre, wonach, wie ich gehört habe, bisweilen gelehrte Gäste und auswärtige Besucher verlangen.“

Cromer ließ 1581 ein Epitaph zum Gedenken an Kopernikus an der Außenwand des Domes nahe dem siebten Säulenaltar der rechten Reihe anbringen. Da sich die Besucher nicht darüber beschwerten, dass das Grab nicht mehr genau zu lokalisieren sei, sondern nur darüber, dass eine würdigende Gedenktafel fehle, war zu dieser Zeit die Lage des Grabes offensichtlich noch genauestens bekannt. Dafür spricht auch, dass Cromer keineswegs den Auftrag erteilte, die genaue Stelle im Dom erst einmal ausfindig zu machen. Vielmehr erteilte er den klaren schriftlichen Auftrag, das Epitaph „an der Wand bei dessen Grab anzubringen“ (parieti ad sepulcrum eius affigi). Der im Jahre 1551, d. h. nur acht Jahre nach dem Tod von Kopernikus als Domherr nach Frauenburg gekommene Cromer hatte zudem ausreichend Gelegenheit, mit noch lebenden Zeugen von Kopernikus’ Beisetzung aus dem Kreise der Domherren zu sprechen. Wie wichtig Cromer dieses Epitaph war, sieht man daran, dass er dessen Inschrift selbst verfasste und auch die gesamten Kosten für seine Herstellung und Anbringung übernahm.
Es darf deshalb als gesichert gelten, dass Kopernikus im Domboden vor der Außenwand in der Nähe des siebten Säulenaltars der rechten Reihe beigesetzt wurde. Allerdings kann daraus nicht unbedingt geschlossen werden, dass Kopernikus auch den siebten Säulenaltar innehatte. Die Bestattung beim Altar war damals zwar üblich, aber Ausnahmen kamen ebenso vor wie beim Wechsel der Altäre im Falle einer Prälatenbeförderung. Cromer schreibt in seinem Brief auch nicht ad altare, sondern ad sepulcrum.

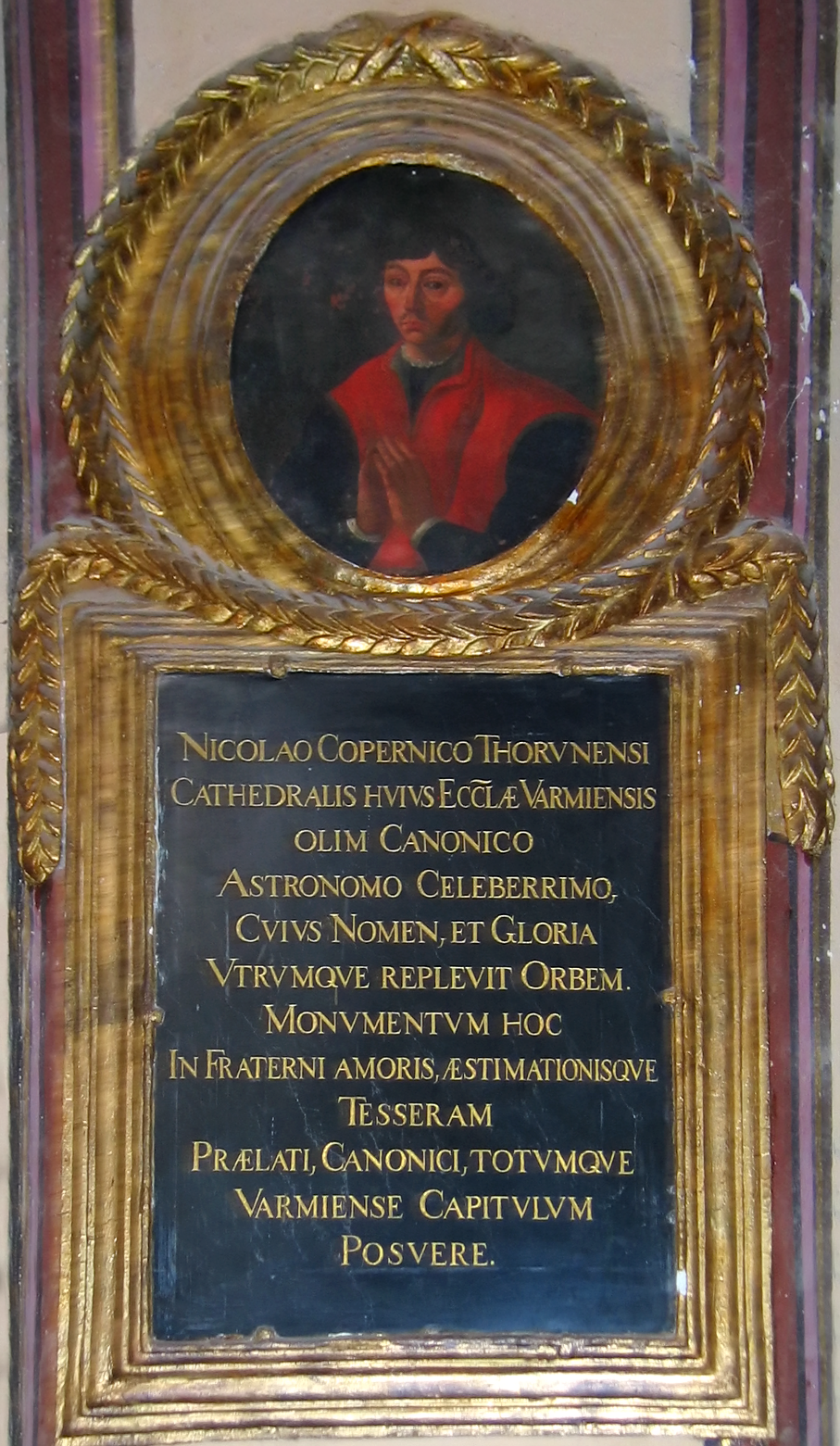
Epitaph im Frauenburger Dom an der zweiten Säule links, 1735

In den folgenden Jahrhunderten schwand das kirchliche Interesse an einer Würdigung von Kopernikus, nachdem im Jahre 1616 einige Stellen aus seinem Hauptwerk De revolutionibus in den Index der verbotenen Bücher aufgenommen worden waren. So musste im 18. Jahrhundert das Cromersche Epitaph weichen, als im Jahre 1746 an derselben Stelle, wenige Meter östlich des Eingangs zu einer vierzehn Jahre vorher von dem ermländischen Bischof Christoph Andreas Johann Szembek errichteten Seitenkapelle, zusätzlich ein Wanddenkmal zum Gedenken Szembeks nach dessen Tode angebracht wurde. Zwar sollte das Cromersche Kopernikus-Epitaph nach urkundlichen Belegen in unmittelbarer Nähe wieder angebracht werden. Dieses Vorhaben wurde aber letztlich nicht ausgeführt und das Epitaph ging verloren.

##### Epitaph mit Bild (1735)
Vermutlich als Ersatz für das verloren gegangene Cromersche Epitaph ließ das Ermländische Domkapitel im Jahre 1735 an der zweiten Säule links (Michaelis-Altar) ein Epitaph zu Ehren von Kopernikus mit der in Marmor gemeißelten Inschrift anbringen:

„Nicolaus Copernicus aus Thorn, dem ehemaligen Kanonikus dieser Kathedrale des Ermlandes, dem hochberühmten Astronomen, dessen Name und Ruhm beide Kreise [Erd- und Himmelskreis] erfüllt hat. Dieses Monument haben zum Zeichen ihrer brüderlichen Liebe und Wertschätzung die Prälaten, Kanoniker und das gesamte ermländische Kapitel errichtet.“

##### Büste (1973)
Im 20. Jahrhundert hat das Domkapitel eine Kopernikus-Büste an der siebten Säule rechts (Bartholomäus-Altar) anbringen lassen mit der Inschrift:

„Nikolaus Kopernikus zum 500-jährigen Geburtsjubiläum in Ehrerbietung das ermländische Domkapitel.“

##### Grabmal mit Sarg (2010)

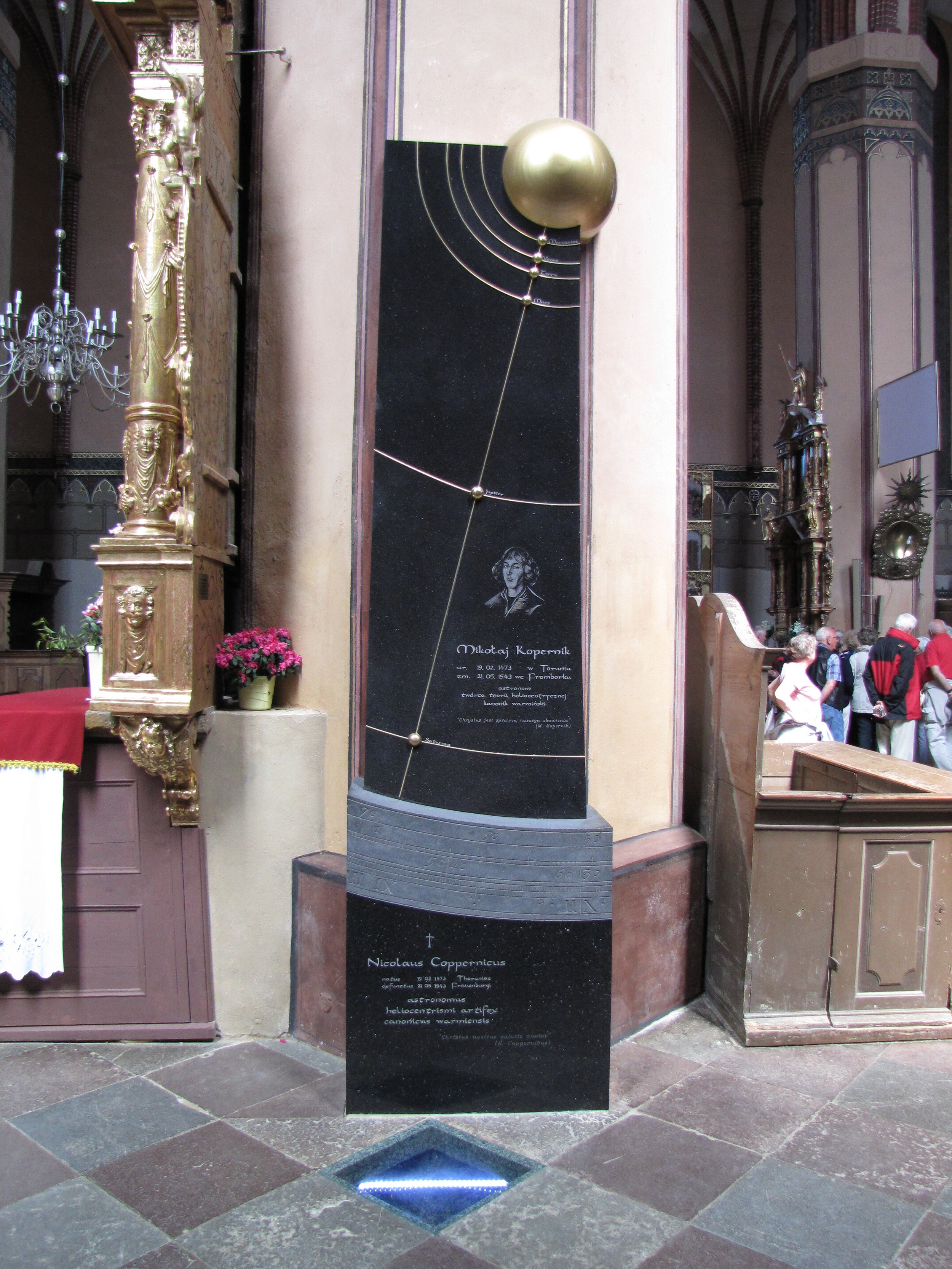
Grabmal im Frauenburger Dom an der vierten Säule rechts (2010)

Der Lokalhistoriker Jerzy Sikorski griff 2004 die Vermutung Hans Schmauchs wieder auf, dass die Grabstätte, falls noch vorhanden, sich nahe dem heutigen Heilig-Kreuz-Altar (vierte Altarsäule rechts) befinden müsse. Auf Anregung des zuständigen Bischofs begann ein Team um den polnischen Archäologen Jerzy Gassowski mit Nachforschungen. Im Sommer 2005 entdeckte es in Altarnähe die Überreste von 13 teilweise stark beschädigten Gräbern, eines davon mit den Überresten und dem Schädel eines 60 bis 70 Jahre alten Mannes. Im November 2005 wurde anhand des Schädels eine Rekonstruktion des Gesichtes erstellt.
Zur Identifizierung sollte eine DNA-Analyse folgen. Eine Suche nach noch lebenden Verwandten von Kopernikus in maternaler Linie verlief ergebnislos, da nur eine seiner Schwestern Nachkommen hatte und deren maternale Nachkommen nur bis ins 18. Jahrhundert verfolgt werden konnten. In einem Buch, das einst im Besitz von Kopernikus war und dann als Kriegsbeute der Polnisch-Schwedischen Kriege des 17. Jahrhunderts in die Bibliothek der Universität Uppsala gelangt war (Calendarium Romanum Magnum), fanden sich neun Haare. Von vier Haaren konnte brauchbares genetisches Material gewonnen werden. Sie gehörten zu drei verschiedenen Personen. Am 20. November 2008 gaben der polnische Archäologe Jerzy Gassowski und die schwedische DNA-Expertin Marie Allen bekannt, dass die DNA-Analyse von zwei Haaren aus dem Buch und von einem Zahn des gefundenen Schädels ergab, dass beide mit hoher Wahrscheinlichkeit dem Astronomen zugeordnet werden können. Allerdings ergab die DNA-Analyse auch, dass der Schädel zu einem Menschen mit heller (blauer oder grauer) Augenfarbe gehörte, was von allen historischen Farbporträts von Kopernikus abweicht, auf denen er stets mit dunkelbraunen Augen und dunklen Haaren abgebildet ist. Auf einer Kopernikus-Konferenz 2010 in Krakau wurde die Gen-Analyse von mehreren Wissenschaftlern diskutiert.
Die sterblichen Überreste wurden am 22. Mai 2010 feierlich als diejenigen von Kopernikus im Frauenburger Dom wieder beigesetzt. An der vierten Säule rechts befindet sich die Inschrift:

„† Nicolaus Coppernicus · natus 19.02.1473 Thoruniae · defunctus 21.05.1543 Frauenburgi · astronomus · heliocentrismi artifex · canonicus warmiensis“

### Andere Denkmäler (Thorvaldsen 1822)

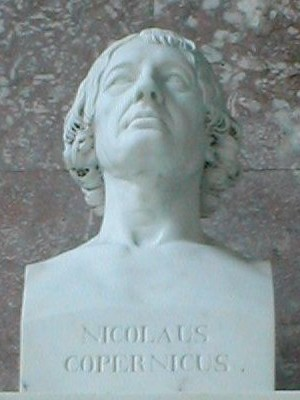
Nicolaus Copernicus, Büste (1807) von Schadow in der Walhalla

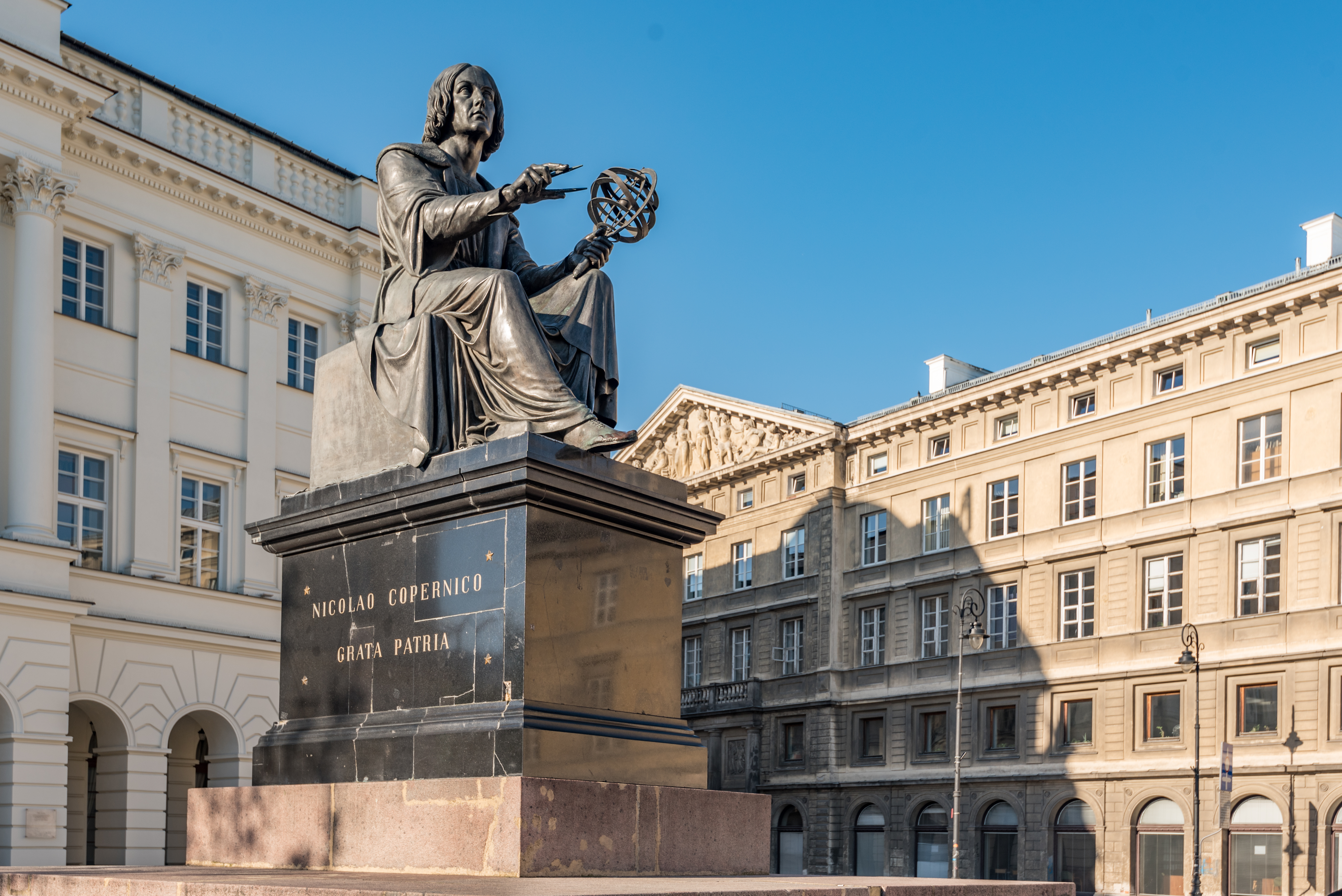
Nikolaus-Kopernikus-Denkmal in Warschau

1807 wurde im Auftrag von Kronprinz Ludwig von Bayern von Johann Gottfried Schadow eine der ersten Kopernikus-Büsten angefertigt, die in der 1842 eröffneten Walhalla ausgestellt ist, was zu polnischem Protest führte.
Eines der ersten kompletten Kopernikus-Denkmäler wurde vom dänischen Bildhauer Bertel Thorvaldsen 1822 geschaffen und vom Warschauer Glockengießer Jan Gregoire 1833 ausgeführt, wobei die Sockelinschriften auf Polnisch und Latein verkündeten, dass die (polnischen) Landsleute das Denkmal als Dank des Vaterlandes errichtet hatten. Nach dem Warschauer Aufstand wurde das Denkmal im Oktober 1944 von den deutschen Besatzern abgerissen und zum Einschmelzen in die Gegend von Neiße in Oberschlesien gebracht, was jedoch nicht mehr geschah. Nach dem Krieg konnte das Denkmal am 22. Juli 1945 wiedererrichtet werden.
Die Heimatstadt Thorn, die von 1793 bis 1807 und von 1815 bis 1920 zu Preußen gehörte, bemühte sich seit Ende des 18. Jahrhunderts um ein Denkmal, zumal das preußische Königshaus Unterstützung zugesagt hatte. Es bildete sich hierzu ein Komitee, das 1853 ein von Friedrich Tieck geschaffenes Denkmal errichtete. Aus dem Denkmalskomitee ging der Coppernicus-Verein für Wissenschaft und Kunst zu Thorn hervor, der in den folgenden Jahrzehnten die Geschichte der Stadt und ihres berühmtesten Sohnes erforschte, was unter anderem zur deutschen Übersetzung von dessen Hauptwerk sowie zu Prowes Biographie führte. Prowe forderte auch, Kopernikus solle nicht als Pole, sondern als Deutscher angesehen werden. Das Gedenken an Kopernikus bei der Nachwelt bis etwa zur Mitte des 19. Jahrhunderts hat Prowe in einem Aufsatz zusammengefasst.
Eine Kopernikus-Ausstellung (mit Foucaultschem Pendel) und ein Denkmal befinden sich auf dem Domhügel in Frauenburg. Unter einem Epitaph befindet sich eine Platte mit stilisiertem Palmzweig aus Bronze mit der polnischen Inschrift „Für Nikolaus Kopernikus am ersten Jahrestag der Wiedergewinnung des Ermlandes – Mai 1946. Die Regierung der Republik Polen“. Außerdem wurde aus Anlass des 500. Geburtstages von Kopernikus 1973 am Fuße des Domhügels in Frauenburg ein Denkmal errichtet. Im Schloss von Allenstein (Olsztyn) befinden sich in einer besonderen Abteilung Exponate über Kopernikus und Originalhandschriften zu Berechnungen zur Begründung des kopernikanischen Weltbildes. Vor dem Eingang des Schlosses ist eine Bronzeplastik aufgestellt, die Kopernikus darstellt.

## Ehrungen

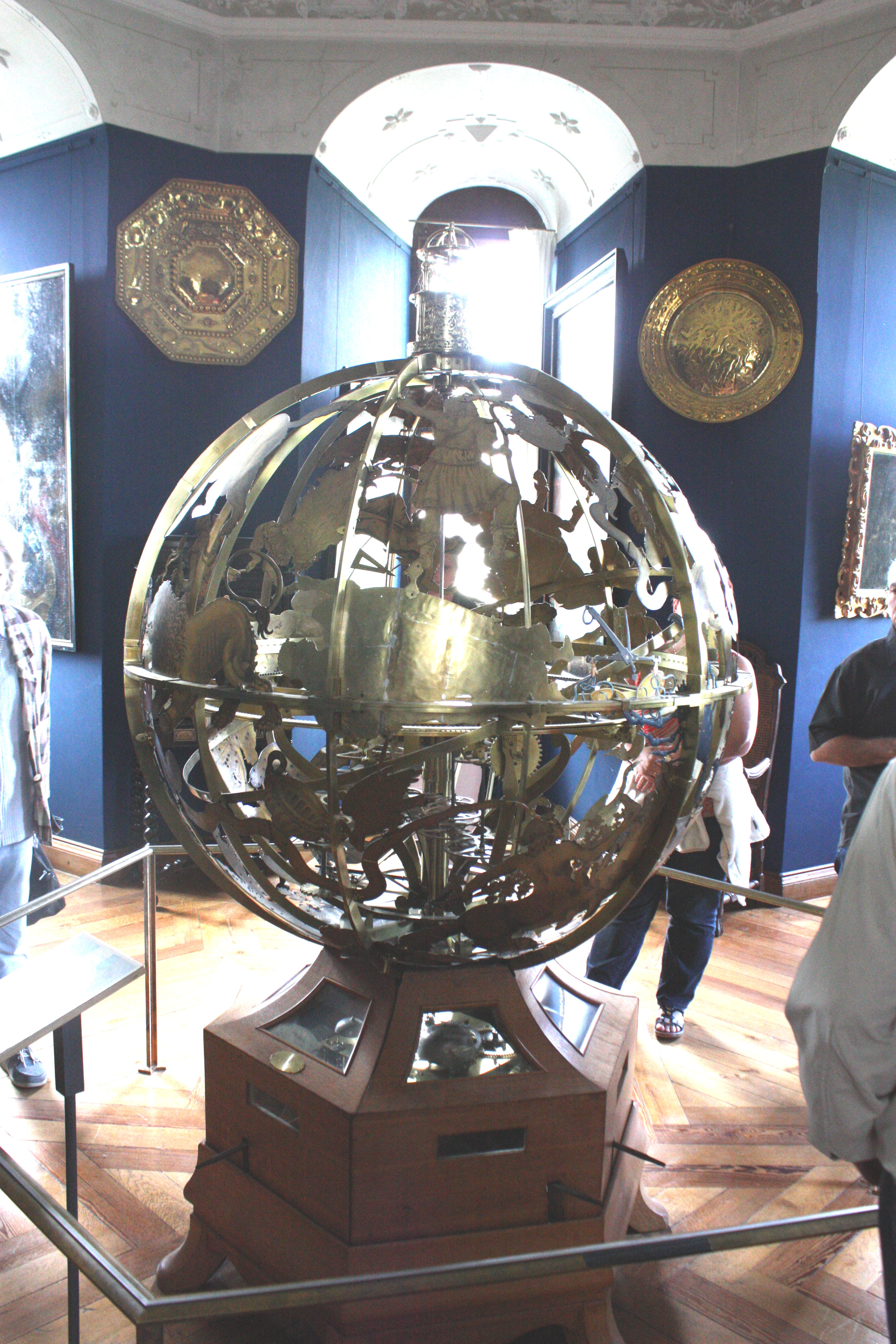
Sphaera Copernicana auf Schloss Frederiksborg

Das heliozentrische Weltbild wird oft als „kopernikanisches Weltbild“ bezeichnet. Kopernikus wird von deutscher und polnischer Seite jeweils für die eigene Nation beansprucht, zum Teil auf höchster politischer Ebene.
Die Sphaera Copernicana wurde um 1660 vom Limburger Büchsenmacher Andreas Bösch unter Mithilfe von Adam Olearius geschaffen und zunächst neben dem begehbaren Gottorfer Riesenglobus im Garten des Gottorfer Schlosses bei Schleswig aufgestellt. Es enthält ein kompliziertes Räderwerk, das – von einem einzigen Uhrwerk angetrieben – 24 verschiedene Funktionen und Anzeigen gleichzeitig steuert. Seit 1872 wird sie im Nationalhistorischen Museum auf Schloss Frederiksborg in Hillerød ausgestellt.
Nach Kopernikus wurden das chemische Element Copernicium, der Stern Copernicus, der Mondkrater Copernicus, der Asteroid (1322) Coppernicus und die Pflanzengattung Copernicia Mart. ex Endl.  aus der Familie der Palmen (Arecaceae) benannt.
Ebenso wurden die 1945 in Toruń gegründete Universität sowie das im Herbst 2010 in Warschau eröffnete multimediale Wissenschaftszentrum Centrum Nauki Kopernik nach ihm benannt. Zu seinem 500. Geburtstag fanden in Polen, den beiden deutschen Staaten und weltweit zahlreiche Gedenkveranstaltungen statt. So wurde das Nürnberger Planetarium 1973 in Nicolaus-Copernicus-Planetarium umbenannt und der Film Copernicus, eine deutsch-polnische Co-Produktion, veröffentlicht. Seit dem 6. Dezember 2005 trägt der Breslauer Flughafen seinen Namen. Am 19. Februar 2010, seinem 537. Geburtstag, wurde das von Wissenschaftlern der Thorner Universität betreute Webportal Nicolaus Copernicus Thorunensis freigeschaltet.
Diverse Kopernikusstraßen und Kopernikusschulen wurden nach ihm benannt.

## Rezeption
Über drei Dutzend der ersten „Copernicus-Biographien des 16. bis 18. Jahrhunderts“ werden in Band IX der Nicolaus Copernicus Gesamtausgabe behandelt, beginnend mit Alexander Scultetus, einem Freund von Kopernikus. Wichtige frühe Biographien wurden 1588 von Bernardino Baldi und 1655 von Pierre Gassendi verfasst. Eine umfassende, bis heute als unübertroffen angesehene Lebensbeschreibung legte 1883 Leopold Prowe mit dem zweibändigen Werk Nicolaus Coppernicus vor.

## Schriften
- Theophilacti scolastici Simocati epistolae morales, rurales et amatoriae interpretatione latina. Johann Haller, Krakau 1509 – Lateinische Übersetzung der griechischen Episteln des Theophylaktos Simokates.
- Commentariolus. um 1509.
- Epistola Coppernici contra Vernerum. bzw. Brief gegen Werner.[67] 1524, Kritik an einem Werk von Johannes Werner
- Copernicus’ Denkschriften über das Münzwesen. 1522 (Frühneuhochdeutsch, Gutachten über die Verbesserung der preussischen Münze), 1517 (Latein, Meditata), 1519 – 22 (Latein, Modus cudendi monetam.) 1526 (Latein, Monetae cudendae ratio.)
- Astronomischer Almanach aus dem Jahre 1535 mit auf heliozentrischer Grundlage berechneten Planetenbewegungen und -aspekten, vermutlich nie in Druck gegangen, aber als Abschrift weitergegeben durch Bernard Wapowski kurz vor seinem Tode.[68]
- De lateribus et angulis triangulorum tum planorum rectilineorum tum sphaericorum. Vittembergae per Johannem Lufft, 1542 (Digitalisat). Von Rheticus in Wittenberg veröffentlichter Auszug aus Buch 1 Kap. 12–14 über die ebene und sphärische Trigonometrie.
- De revolutionibus orbium coelestium. Nürnberg 1543.

### Biografien
Klassische Biografien
- Melchior Adam: Vitae Germanorum philosophorum. Frankfurt am Main 1615, S. 126–128 (online; Transkript).
- Christian Bruhns: Copernicus, Nicolaus. In: Allgemeine Deutsche Biographie (ADB). Band 4, Duncker & Humblot, Leipzig 1876, S. 461–469.
- Nicolai Copernici VVarmiensis Canonici Astronomi Illustris Vita. In: Pierre Gassendi: Opera Omnia. Band 5, Lyon 1658, S. 499–516 (Digitalisat).
- Johannes Papritz, Hans Schmauch: Kopernikusforschungen. Zum 400. Todestag am 24. Mai 1943. Mit Beiträgen verschiedener Kopernikus-Forscher. Verlag S. Hirzel, Leipzig.
- Leopold Prowe: Nicolaus Coppernicus. Zwei Bände. Weidmannsche Buchhandlung, Berlin 1883 f. (online: Band 1, Teil 1, Band 1, Teil 2, Band 2).

Moderne Biografien
- Martin Carrier: Nikolaus Kopernikus. C. H. Beck, München 2001, ISBN 3-406-47577-9.
- John Freely: Kopernikus : Revolutionär des Himmels. Klett-Cotta, 2015, ISBN 3-608-94917-8.
- Owen Gingerich: Copernicus. A very short introduction. Oxford University Press, Oxford 2016, ISBN 978-0-19-933096-6.
- Jürgen Hamel: Nicolaus Copernicus. Leben, Werk und Wirkung. Spektrum Akademischer Verlag, Heidelberg/Berlin/Oxford 1994, ISBN 3-86025-307-7.
- Friedrich Kaulbach, U. W. Bargenda, J. Blühdorn: Nicolaus Copernicus zum 500. Geburtstag. Mit Beiträgen verschiedener Kopernikusforscher. Böhlau Verlag, Köln 1973.
- Hermann Kesten: Copernicus und seine Welt. München 1948.

- Arthur Koestler: Die Nachtwandler. Das Bild des Universums im Wandel der Zeit. Scherz, Bern / Stuttgart / Wien 1959, ISBN 3-518-37079-0 (englisch: The Sleepwalkers. A History of Man's Changing Vision of the Universe. 1959. Übersetzt von Wilhelm Michael Treichlinger, Neuausgabe 1980 bei Suhrkamp).
- Hans Schmauch: Copernicus, Nicolaus. In: Neue Deutsche Biographie (NDB). Band 3, Duncker & Humblot, Berlin 1957, ISBN 3-428-00184-2, S. 348–355 (Digitalisat).

### Zur Rezeption seines Werkes (Auswahl)
- Nicolaus Copernicus Gesamtausgabe. Gerstenberg bzw. Akademie Verlag, Hildesheim bzw. Berlin 1974–2004, ISBN 3-05-002651-0.
- Owen Gingerich: The Book Nobody Read: Chasing the Revolutions of Nicolaus Copernicus. Walker & Co., New York 2004, ISBN 0-8027-1415-3.
- André Goddu: Copernicus and the Aristotelian Tradition: Education, Reading, and Philosophy in Copernicus’s Path to Heliocentrism. Brill, Leiden 2010, ISBN 978-90-04-18107-6.
- Georg Hermanowski: Nikolaus Kopernikus. Zwischen Mittelalter und Neuzeit. Verlag Styria, Graz 1985, ISBN 3-222-11592-3.
- Ignaz Jastrow: Kopernikus’ Münz- und Geldtheorie. In: Archiv für Sozialwissenschaft und Sozialpolitik. Band 38, 1914, S. 734–751 (Digitalisat).
- Michał Kokowski: Różne oblicza Mikołaja Kopernika. Spotkania z historią interpretacji. Instytut Historii Nauki PAN, Warszawa [u. a.] 2009, ISBN 978-83-87992-67-5.
- Fritz Krafft: Nicolaus Copernicus. Astronomie und Weltbild an der Wende zur Neuzeit. In: Hartmut Boockmann, Bernd Moeller, Karl Stackmann (Hrsg.): Lebenslehren und Weltentwürfe im Übergang vom Mittelalter zur Neuzeit. Politik – Bildung – Naturkunde – Theologie. Bericht über Kolloquien der Kommission zur Erforschung der Kultur des Spätmittelalters 1983 bis 1987 (= Abhandlungen der Akademie der Wissenschaften in Göttingen: philologisch-historische Klasse. Folge III, Nr. 179). Vandenhoeck & Ruprecht, Göttingen 1989, ISBN 3-525-82463-7, S. 283–335.
- Andreas Kühne: The reception of Copernicus as reflected in biographies. In: M. Kokowski (Hrsg.): The Global and the Local: The History of Science and the Cultural Integration of Europe. Proceedings of the 2nd ICESHS (Cracow, Poland, September 6–9, 2006). S. 342–349 (PDF).
- Thomas S. Kuhn: Die kopernikanische Revolution. Braunschweig u. a. 1981, ISBN 3-528-08433-2.
- Markus Piccio: Nicolaus Copernicus (1473–1543): Schulzeit und Studium. In: Concilium medii aevi. Band 2, 1999, S. 13–28 (PDF).
- Edward Rosen: Copernicus and the scientific revolution. Malabar 1984, ISBN 0-89874-573-X.
- Erich Sommerfeld (Hrsg.): Die Geldlehre des Nicolaus Copernicus. Akademie-Verlag Berlin, 1978, ISBN 3-289-00167-9.
- Erich Sommerfeld: Copernicus (1473–1543) und die Katoptrik. Neunplus 1, 2001, ISBN 3-936033-04-8.
- Robert S. Westman: The Copernican Question: Prognostication, Skepticism, and Celestial Order. Univ. of California Press, Berkeley, Los Angeles 2011, ISBN 978-0-520-25481-7.
- Gudrun Wolfschmidt (Hrsg.): Nicolaus Copernicus (1473–1543): Revolutionär wider Willen. Begleitbuch zur Copernicus-Ausstellung. Ausstellung vom 22. Juli bis 19. Oktober 1994 im Zeiss-Großplanetarium in Berlin anlässlich des 450. Todestages von Copernicus und seines vor 450 Jahren in Nürnberg veröffentlichten Hauptwerks De revolutionibus. Stuttgart 1994, ISBN 3-928186-16-7.